# Almagro (Gerichtsbezirk)
Der Gerichtsbezirk Almagro ist einer der zehn Gerichtsbezirke in der Provinz Ciudad Real.
Der Bezirk umfasst 6 Gemeinden auf einer Fläche von 1.044,97 km² mit dem Hauptquartier in Almagro.

## Gemeinden
| Gemeinde                | Einwohner (2024) | Fläche km² | Dichte Einw./km² | Cod INE | Postleitzahl |
| ----------------------- | ---------------- | ---------- | ---------------- | ------- | ------------ |
| Almagro                 | 9.049            | 249,74     | 36               | 13013   | 13270        |
| Bolaños de Calatrava    | 12.067           | 87,89      | 137              | 13023   | 13260        |
| Calzada de Calatrava    | 3.727            | 410,94     | 9                | 13027   | 13370        |
| Granátula de Calatrava  | 686              | 152,65     | 4                | 13045   | 13360        |
| Pozuelo de Calatrava    | 3.894            | 99,67      | 39               | 13066   | 13179        |
| Valenzuela de Calatrava | 653              | 44,08      | 15               | 13088   | 13279        |
| Gerichtsbezirk Almagro  | 30.076           | 1.044,97   | 29               | –       | –            |